# Chumichasqui
Chumichasqui es un grupo de música folclórica ecuatoriano, conformado por profesionales en distintas ramas de la Universidad de Guayaquil.

## Historia
El grupo folclórico nació en 1977, en las aulas de la Universidad de Guayaquil, con alumnos de las carreras de Ingeniería, Leyes, Filosofía y Economía. Estos alumnos de distintas facultades se unieron por sus aptitudes musicales con el fin de participar en un festival de música folclórica. Iniciaron con guitarras y un bombo prestado, llamándose Chumichasqui, que significa "mensajero del camino", frase que proviene del Imperio Incaico, referente a los mensajeros del Inca o de máxima autoridad dentro del Imperio, quienes corrían al envío de misivas de y para el emperador.
Sus música parte del folclore andino latinoamericano, con géneros musicales ecuatorianos como el sanjuanito, pasillo, albazo y el yaraví, al igual que géneros extranjeros como el vals peruano y la saya de Bolivia, de este modo han logrado un alcance internacional en sus presentaciones, donde utilizan instrumentos kicwas como la quena, zampoña, charango, rondador, bombo andino, chajchas, patas de cabra y palos de lluvia. Siempre mantiene un auténtico tono andino, que demuestre la esencia del género original para que no pierda el folclore. Debido a que sus integrantes son profesionales en distintas áreas en las que ejercen sus profesiones con regularidad además de dedicarse al grupo continuamente sin perder vigencia, sus horas de ensayo las realizan de 20:00 a 23:00 de la noche, los días martes y jueves.
En 2008, participó en el primer Festival Folclórico Latinoamericano de Música Protesta en la Casa de la Cultura de Manabí, Núcleo Portoviejo, donde también participó el Grupo Víctor Jara de Portoviejo. En 2011, el grupo fue parte del Festival de Música Popular, Rosa de Agosto, en el auditorio de la Facultad de Medicina de la Universidad de Guayaquil, en su trigésima sexta edición, celebrada por el Frente de Artistas Populares del Guayas, en memoria a la docente Rosa Paredes Jumbo, quien lideraba las marchas del magisterio durante la dictadura de 1973, cuando fue asesinada.
El director de la Agrupación Cultural Chumichasqui, de danza y música folclórica, es el artista plástico Zenón Pilco, contando con integrantes profesionales como un profesor jubilado, una diseñadora gráfica, locutor, médico veterinario, mecánico y periodista, entre mayores y jóvenes, luego de sus 42 años de creación, los cuales lo celebraron el 2 de agosto de 2019, en la Asociación de Militares en Servicio Pasivo,  en la avenida Tungurahua, entre las calles Aguirre y Clemente Ballén, de la ciudad de Guayaquil, junto a los artistas Wankara de Chile, Huayra Marka, Grupo K’untary, Anita Quinde y el Grupo Escala Sur.